# Kriví Rih
Kriví Rih (ucraïnès: Кривий Ріг, rus: Криво́й Рог) és una ciutat d'Ucraïna dins la província de Dnipropetrovsk, a la confluència dels rius Inhulets i Saksahan. El 2007 tenia 690.622 habitants.
Kriví Rih té la indústria de l'acer més important de l'est d'Europa i és el centre de la metal·lúrgia de la regió minera del ferro de Krivbas.

## Clima
Kriví Rih té un clima semiàrid (Bsk) segons la classificació de Köppen Els estius són calents i els hiverns freds. La temperatura mitjana anual és de 9 °C amb -3,5 °C al gener i 21,8 °C al juliol. La pluviometria mitjana anual és de 442 litres amb el màxim a l'estiu.

## Història
La ciutat va ser fundada al segle xvii pels cosacs zaporijians.
El creixement industrial de la zona va començar a la dècada de 1880.
Durant la Guerra Civil Russa, la ciutat i el seu hinterland varen ser el nucli de la insurgència anarquista de Nestor Makhno.
Durant la Segona Guerra Mundial, Kriví Rih va ser gairebé destruïda totalment per l'Exèrcit Roig.